# マーチン メリーランド

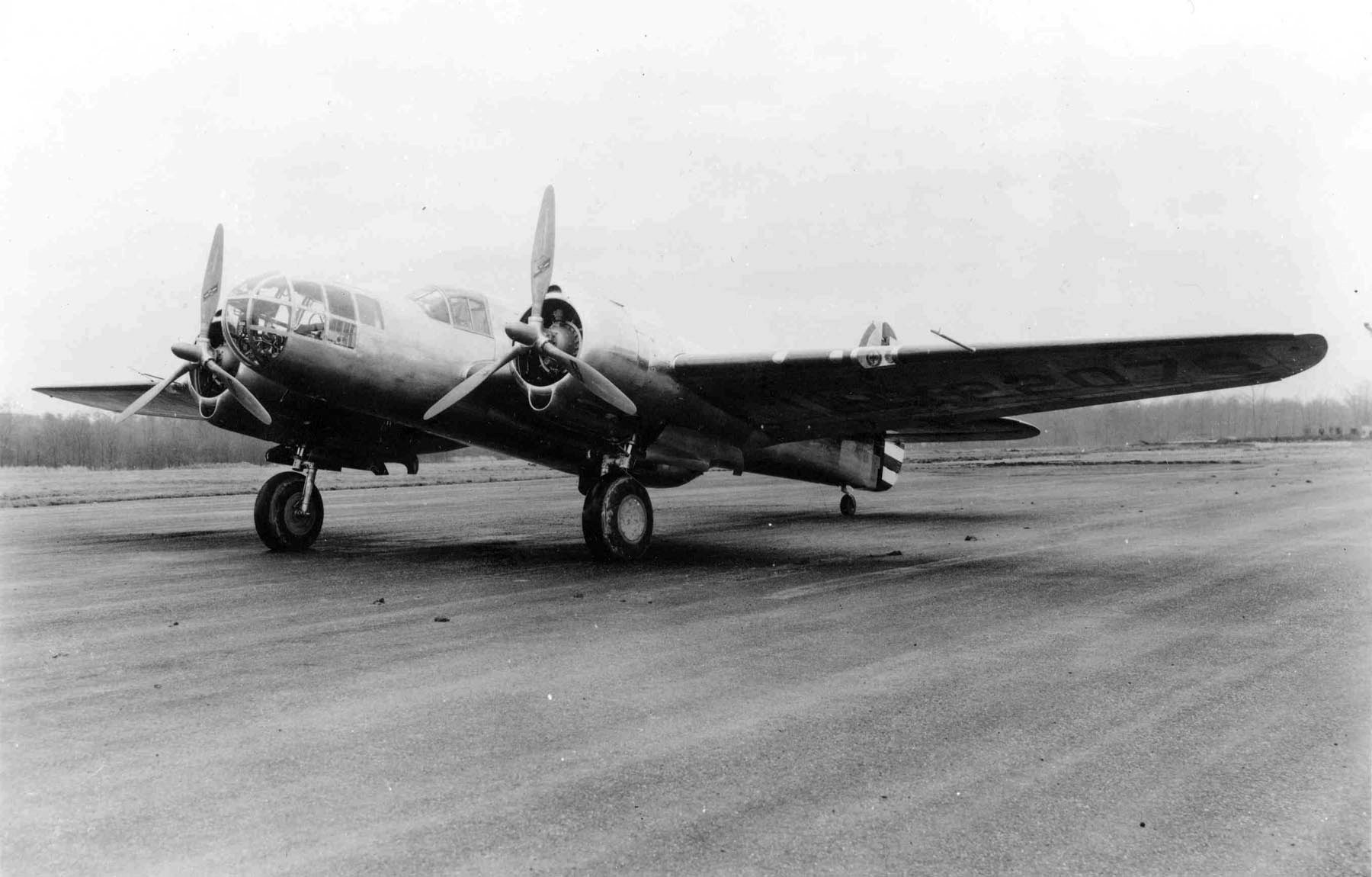
マーチン メリーランド

マーチン メリーランド (Martin Maryland) はアメリカ合衆国のマーチン社が開発した双発爆撃機。社内呼称はモデル 167 (Model 167)。アメリカ陸軍によりXA-22と名付けられてテストされたが不採用となった。その後、「メリーランド」の名でイギリスに輸出された。イギリス空軍によって運用され、第二次世界大戦前半に活躍した。

## 概要
アメリカ軍に不採用となったモデル 167に最初に目を付けたのはフランスで、マーチン 167Fの名で215機を発注した。後にグレン・マーチン 167 A-3 (Glenn Martin 167 A-3) と正式に命名された。1939年1月から引き渡されるとフランス空軍では考えていたが、アメリカ合衆国の輸出規制によって輸出が遅延し、1940年5月のフランスの降伏までに引き渡された機体は4個飛行隊分に過ぎなかった。しかし、LeO 451よりも優れた速度と操縦性であったため少数ではあったが重宝された。
フランスへ輸出し遅れた75機は、イギリスに送られた。イギリス空軍がメリーランド Mk Iの名で採用した。Mk Iのエンジンを2段2速式過給器付きのものに換装したものがMk IIで、イギリス空軍はこれを150機発注した。メリーランドは主に偵察爆撃機として使用された。

## 戦歴
メリーランドは主に中東・北アフリカ・イタリアを含む東地中海地域を舞台に活動した。最初に配属された部隊はマルタ島の偵察部隊で、1940年10月のことだった。その後、1940年11月11日のイギリス海軍航空隊によるイタリアのタラント軍港空襲の際に、それに先立ってイタリア艦隊の偵察を行っている。
また、1941年5月に、ドイツの戦艦ビスマルクと重巡洋艦プリンツ・オイゲンがノルウェーを出港したのを発見し、ビスマルク追撃戦の幕を切って落としたのもイギリス海軍所属のメリーランド偵察機であった。

## スペック
出典: デルタ出版　ミリタリークラフト12月号別冊　第二次世界大戦イギリス軍用機増補改訂版　2000年12月1日発行
- 全長：18.70 m
- 全幅：14.22 m
- 全高：4.51 m
- 翼面積：50.03 m2
- 全備重量：7,625 kg
- エンジン：P&W R-1830-S3C4-G 空冷星型14気筒 1,200 hp ×2
- 最大速度：447 km/h
- 実用上限高度：7,930 m
- 航続距離：1,950 km
- 武装
  - 12.7 mm 機関銃 × 2
  - 7.7 mm 機関銃 × 4
  - 爆弾 907 kg
- 乗員 3名
- スペックはメリーランドMk2